# Giuseppe Tartini

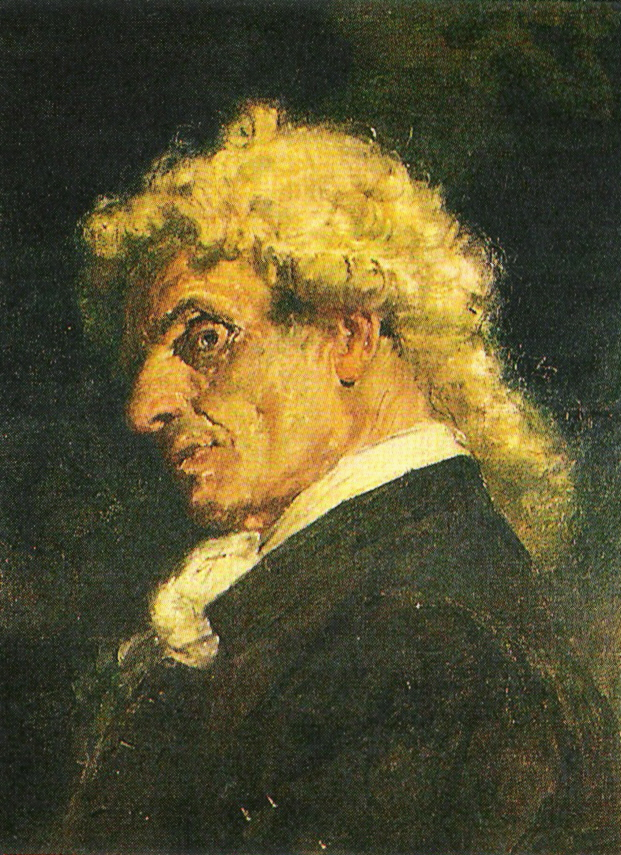
Chân dung của Giuseppe Tartini

Giuseppe Tartini (1692-1770) là nhà soạn nhạc, nghệ sĩ violin người Ý. Phong cách âm nhạc của ông tiêu biểu cho phong cách galant.

## Cuộc đời

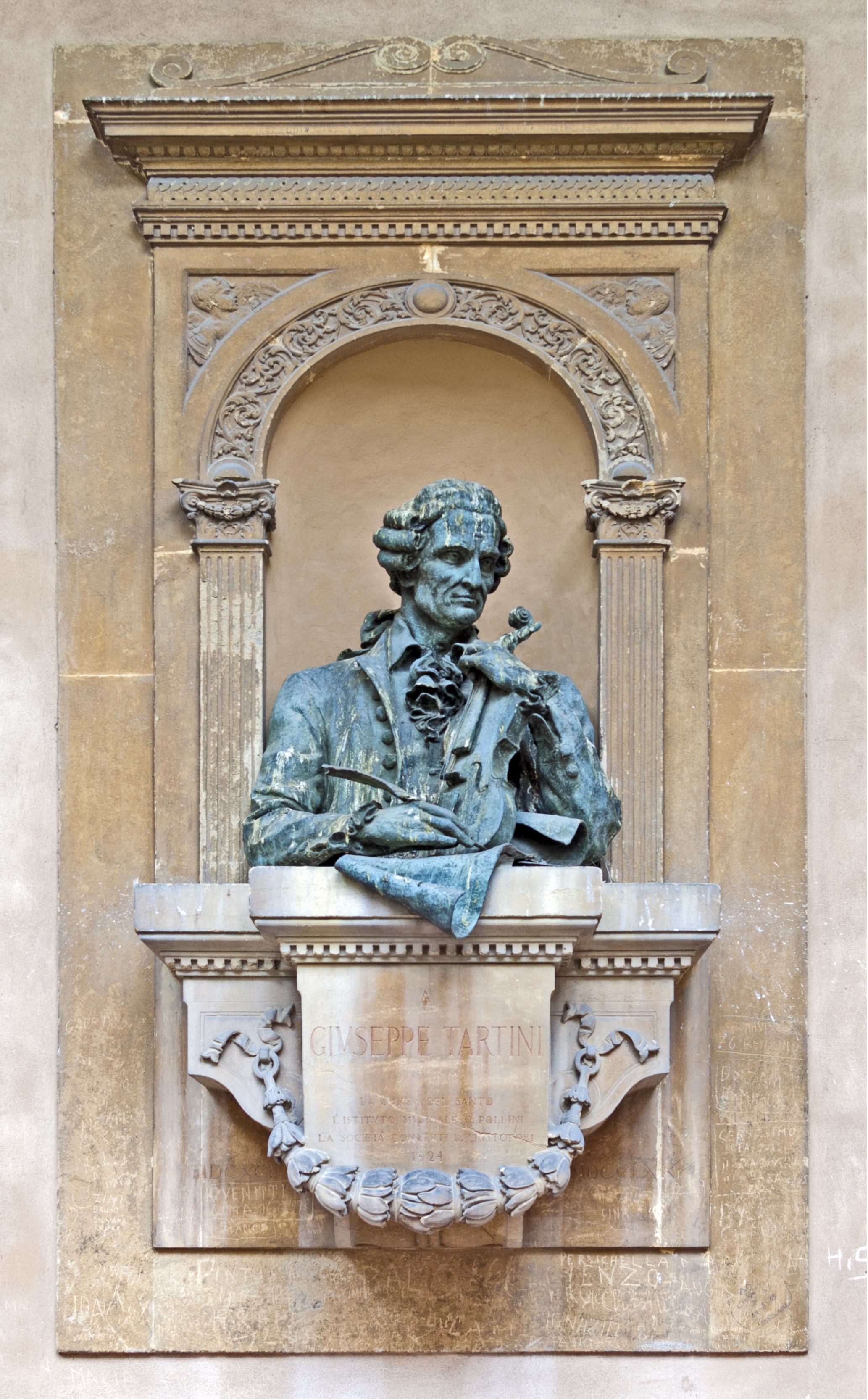
Đài tưởng niệm tại Đền thờ Padua.

Tartini được sinh ra ở Piran, một thị trấn trên bán đảo Istria, tại Cộng hòa Venice (nay ở Slovenia) đến Gianantonio - bản địa của Florence - và Caterina Zangrando, một hậu duệ của một dòng họ quý tộc lâu đời nhất Piranian.
Dường như cha mẹ của Tartini dự định ông trở thành một tu sĩ Dòng Phanxicô và, theo cách này, ông đã nhận được đào tạo âm nhạc cơ bản. Ông học luật tại Đại học Padua. Sau cái chết cha ông năm 1710, ông kết hôn với Elisabetta Premazone, một phụ nữ cha của ông sẽ không chấp thuận vì tầng lớp xã hội và độ tuổi khác nhau.
Kỹ năng Tartini đã được cải thiện rất nhiều và năm 1721, ông được bổ nhiệm Maestro di Cappella tại Basilica di Sant'Antonio ở Padua, với một hợp đồng cho phép ông chơi cho các tổ chức khác nếu ông muốn. Ở Padua, ông đã gặp và kết bạn với nhà soạn nhạc đồng nghiệp và nhà lý luận Francesco Antonio Vallotti.
Trong năm 1726, Tartini bắt đầu một trường học violon thu hút sinh viên từ khắp châu Âu. Dần dần, Tartini trở nên quan tâm nhiều trong lý thuyết của sự hài hòa với âm học, và từ 1750 đến cuối đời, ông đã xuất bản chuyên luận khác nhau.

## Sự nghiệp
Ngoài công việc của mình như là một nhà soạn nhạc, Tartini là một nhà lý luận âm nhạc. Ông được ghi nhận với sự phát hiện của tổng và sự khác biệt tông, một hiện tượng âm học của tiện ích đặc biệt trên các nhạc cụ dây (ngữ điệu của hai điểm dừng có thể được đánh giá bằng cách lắng nghe cẩn thận đến những giai điệu khác nhau.
Ông đã xuất bản khám phá của mình ở một chuyên luận Trattato di musica Secondo la vera Scienza dell'armonia (Padua, 1754).